# Jean Eustache
Jean Eustache (ur. 30 listopada 1938 w Pessac, zm. 5 listopada 1981 w Paryżu) – francuski reżyser, scenarzysta i montażysta filmowy.
Jego dzieła, z których większość powstała w latach 70. XX w. cechuje realizm i unikanie liryzmu.

## Najważniejsze filmy
- Du côté de Robinson (1963),
- La Rosière de Pessac (1969),
- Mama i dziwka (1973),
- Mes petites amoureuses (1974)
- Sale histoire, Une (1977),
- Jardin des délices de Jérôme Bosch, Le (1980).